# Soluppgång (film)
Soluppgång (engelska: Sunrise: A Song of Two Humans) är en amerikansk expressionistisk romantisk dramakomedifilm från 1927 i regi av F.W. Murnau. Filmen är baserad på novellen Die Reise nach Tilsit, skriven av Hermann Sudermann. I huvudrollerna ses George O'Brien, Janet Gaynor och Margaret Livingston. Filmen belönades med tre Oscar under den allra första Oscarsgalan 1929.
År 1989 valdes filmen ut för att bevaras i National Film Registry av USA:s kongressbibliotek då den anses vara ”kulturellt, historiskt eller estetiskt betydelsefull”.

## Handling
Handlingen i Soluppgång kretsar kring en man (George O'Brien) och hans fru (Janet Gaynor) som bor tillsammans med sitt barn på en gård ute på landet. En kvinna från staden (Margaret Livingston) försöker förföra mannen och uppmuntrar honom att ta livet av sin fru, sälja sitt hem och lämna byn för ett liv tillsammans med henne i storstaden.
Mannen beslutar sig för att följa stadskvinnans råd. Han lockar med sig sin fru i en roddbåt och ror ut på floden. Med sig har han en knippe vassrör som han planerar att använda för att flyta i land med efter att ha vält båten och låtit hustrun drunkna, allt för att få det hela att se ut som en olycka.
Hustrun inser emellertid intuitivt vad mannen planerar och bryter gråtande ihop. Mannen grips då plötsligt av ånger och ror henne i hamn. Den livrädda kvinnan springer iväg och den ångestfyllde mannen jagar efter henne. Efter ett tag lyckas hon ta sig ombord på en spårvagn på väg in till staden, medan mannen hinner ikapp och ber henne om förlåtelse. Den större delen av filmen skildrar i snabba klippningar parets glädjeyra i storstaden, där mannen slutligen lyckas vinna tillbaka sin hustrus tillgivenhet.

## Rollista i urval
- George O'Brien – Mannen
- Janet Gaynor – Frun
- Margaret Livingston – Kvinnan från staden
- Bodil Rosing – Hembiträdet
- J. Farrell MacDonald – Fotografen
- Ralph Sipperly – Barberaren
- Jane Winton – Manikyristen
- Arthur Housman – Den påflugne gentlemannen
- Eddie Boland – Den tillmötesgående gentlemannen
- Gibson Gowland – Arg bilist (ej krediterad)

## Stil och innebörd
Soluppgång förlitar sig mycket på sitt expressiva bildspråk och använder sig av ett minimalt antal textrutor för att nå känslomässig effekt. Stora delar av filmen består nästan helt av enbart bilder utan förklarande text.
Att filmen lyckats nå sin status som klassiker beror sannolikt inte bara på dess starka bildspråk och skickliga klippteknik. Soluppgång återknyter också till flera klassiska symboler och tematiska kontraster inom litteraturen: Det traditionellt kvinnliga och manliga, staden och landsbygden, det oskuldsfulla och det fördärvade.